# Troy McLawhorn
William Troy McLawhorn (Fayettevile, 4 de novembro de  1968) é um músico americano. É o atual guitarrista das bandas Evanescence e Dark New Day.

## Início da carreira
Após o fim de sua banda Still Rain, McLawhorn ajudou a formar o Dark New Day em 1995, apesar de permanecerem inativos por muitos anos. Após o hiato do grupo, ele integrou o doubleDrive de 1996 até dezembro de 2003, antes de regressar ao Dark New Day no ano seguinte.

## Evanescence e anos seguintes
Em maio de 2007, McLawhorn anunciou que substituiria o guitarrista John LeCompt, e tocaria com a banda até o fim da turnê The Open Door Tour, que encerrou em dezembro daquele mesmo ano. Ele permaneceu ativo com o Dark New Day enquanto tocava com o Evanescence, no entanto, ele saiu da banda em meados de 2008, após integrar o Seether como membro de turnê. Após o sucesso da mesma, Troy se tornou um integrante oficial.
Em 8 de março de 2011, foi anunciado que Troy havia deixado o Seether para prosseguir em outros projetos. Horas depois, ele respondeu em uma página no Facebook, "The Troy McLawhorn Official Site" com a seguinte declaração:
"Obrigado por todo o apoio. Vocês são ótimos, eu realmente gostava de criar e tocar música com os caras, e eu desejaria não ir embora agora que nosso álbum no qual trabalhamos tão duro está sendo liberado. Foi uma decisão difícil e eu desejo-lhes o melhor. Espero rever vocês quando eu encontrar meu próximo projeto".
Em 12 de junho de 2011, Amy Lee do Evanescence, anunciou através de sua conta no Twitter que Troy havia oficialmente retornado à banda para a turnê e o novo álbum que seria lançado em outubro daquele mesmo ano. Em março de 2013, McLawhorn participou de uma turnê com a banda Sevendust até o mês de abril.

## Vida pessoal
Troy é casado com Amy McLawhorn com que tem um filho chamado Michael.

## Discografia

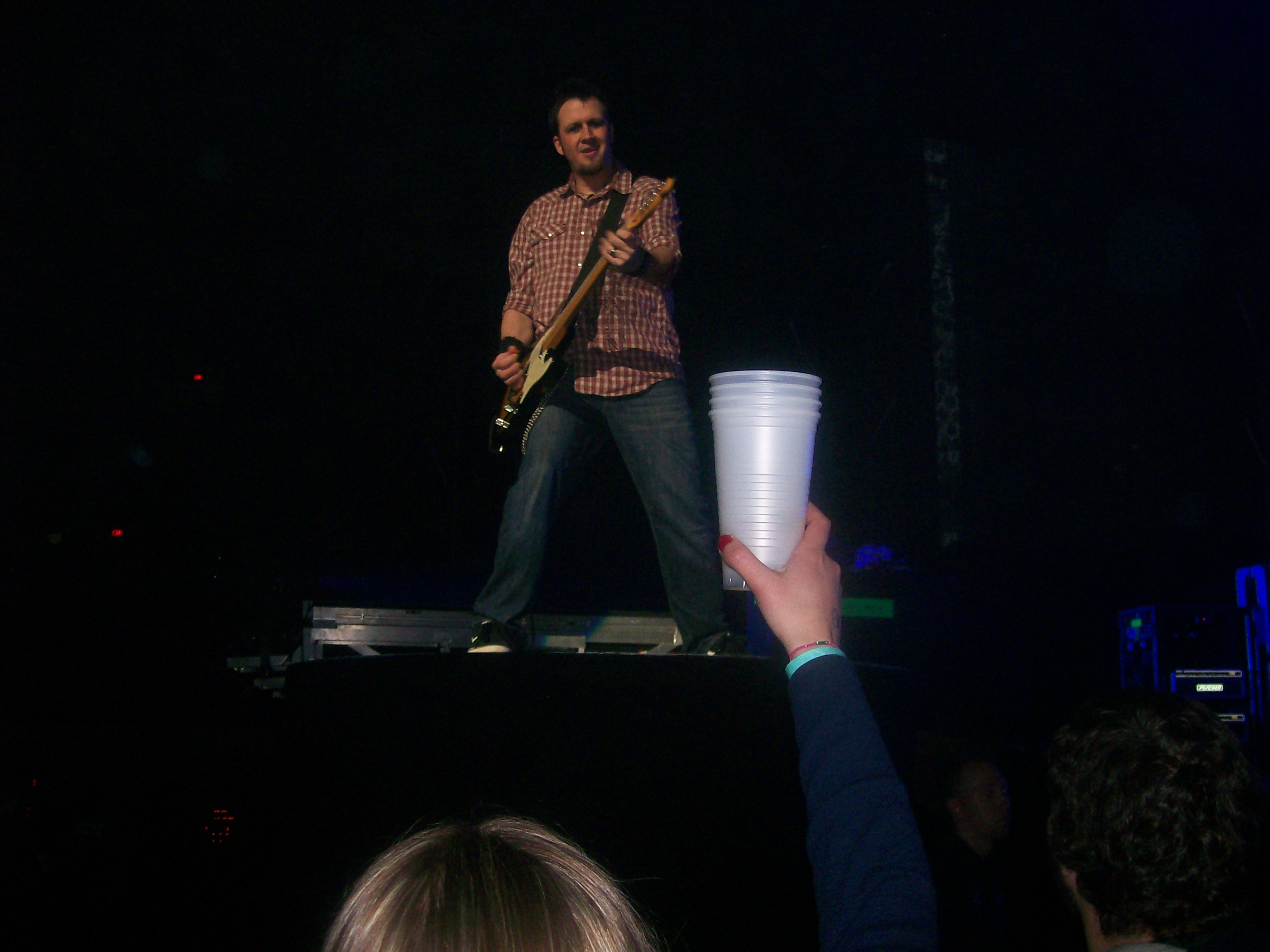
McLawhorn durante concerto com o Seether em março de 2009

Evanescence
| Ano  | Álbum                             | Artista      |
| ---- | --------------------------------- | ------------ |
| 1999 | Home                              | Sevendust    |
| 1999 | 100 Yard Stare                    | doubleDrive  |
| 2003 | Blue in the Face                  | doubleDrive  |
| 2005 | Twelve Year Silence               | Dark New Day |
| 2006 | Black Porch (Acoustic Sessions)   | Dark New Day |
| 2008 | iTunes Originals – Seether        | Seether      |
| 2008 | Rhapsody Originals – Seether      | Seether      |
| 2009 | Finding Beauty in Negative Spaces | Seether      |
| 2011 | Evanescence                       | Evanescence  |
| 2011 | B-Sides                           | Dark New Day |
| 2012 | New Tradition                     | Dark New Day |
| 2013 | Hail Mary                         | Dark New Day |